# Perdita stathamae
Perdita stathamae är en biart som beskrevs av Timberlake 1964. Perdita stathamae ingår i släktet Perdita och familjen grävbin. Inga underarter finns listade i Catalogue of Life.